# Staurostichus viduus
Staurostichus viduus är en tvåvingeart som först beskrevs av Walker 1852.  Staurostichus viduus ingår i släktet Staurostichus och familjen svävflugor. Inga underarter finns listade i Catalogue of Life.